# Microgale drouhardi
Microgale drouhardi é uma espécie de mamífero da família Tenrecidae, endêmica de Madagascar.